# صلوات

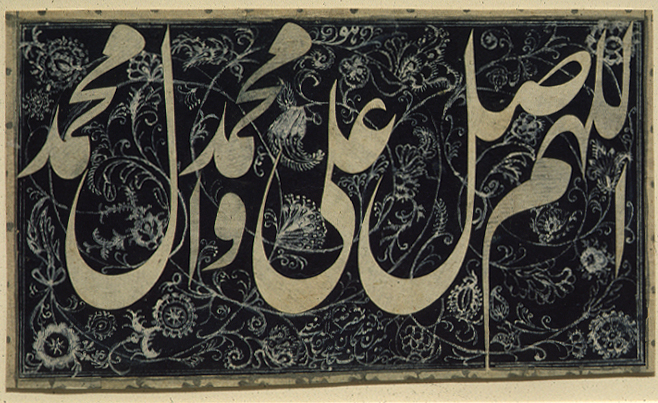
تابلوی صلوات نوشته شده با خط نستعلیق متعلق به قرن ۱۸ میلادی که عبارت «اللهم صل علی محمد وآل محمد» بر آن نگاشته شده‌است.

نوشته به معنای «خداوند بر وی رحمت و درود بفرستد»

صلوات عبارتی دعایی است و به منظور احترام خاصی که مسلمانان برای پیامبر اسلام محمد قائلند، استفاده می‌شود. مسلمانان هنگام آوردن نام پیامبرشان محمد، عبارت عربی «ٱللَّٰهُمَّ صَلِّ عَلَىٰ مُحَمَّدٍ وَآلِ مُحَمَّدٍ» را ذکر می‌کنند و در نوشته‌ها و مکتوبات نیز، پس از نام محمد پیامبر اسلام، صلوات آورده می‌شود. این نوع ذکر نام از محمد می‌تواند به‌ طور کامل یا اختصاری به صورت «محمد صلی الله علیه و آله و سلم» یا «محمد ﷺ» یا «محمد (ص)» باشد.
پسوند «صَلَوَاتُ اَللَّهِ عَلَيْهِ وَ آلِه» (ترجمه: درود خدا بر او و خاندانش باد) یک اصطلاح عربی محترمانه است که در متون اسلامی عربی و فارسی به کار می‌رود. این عبارت بیشتر مواقع پس از اسم محمد، پیامبر اسلام آورده می‌شود. همچنین ممکن است این عبارت عربی پس از اسم افراد خاص و مقدس بیاید. همگی این عبارت‌ها به معنای «طلب لطف الهی برای فردی خاص و مقدس» است. از طرفی در منابع اسلامی این اصطلاح ممکن است به شکل‌های دیگری نیز دیده شود، از جمله «صَلَی اللهُ عَلَیه و آلِه و سَلَّم» (ترجمه: خداوند بر او و خانواده‌اش رحمت و سلامتی عنایت فرماید)، «صَلَی اللهُ عَلَیه و سَلَّم» (ترجمه: خداوند بر وی رحمت و درود بفرستد)، «صَلَی اللهُ عَلَیه و آلِه» (ترجمه: خداوند بر او و خانواده‌اش رحمت فرستد)، «صَلَی اللهُ عَلَیه» (ترجمه: خداوند رحمتش کند)، «صَلَوَاتُ اَللَّهِ عَلَيْهِ» (ترجمه: درود خدا بر او باد) و یا «صَلَواتُ ﷲِ وَ سَلامِه عَلَیه» (ترجمه: درود و سلام خدا بر او باد). به گفته برخی محققان، صلوات با بیش از ۲۱۰ نوع عبارت مختلف عربی، در منابع اسلامی بیان شده است.

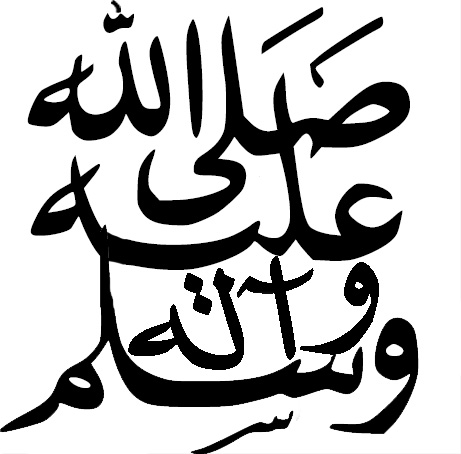
«صَلَی اللهُ عَلَیه و آلِه و سَلَّم» به معنای «خداوند بر او و خانواده‌اش رحمت و سلامتی عنایت فرماید»

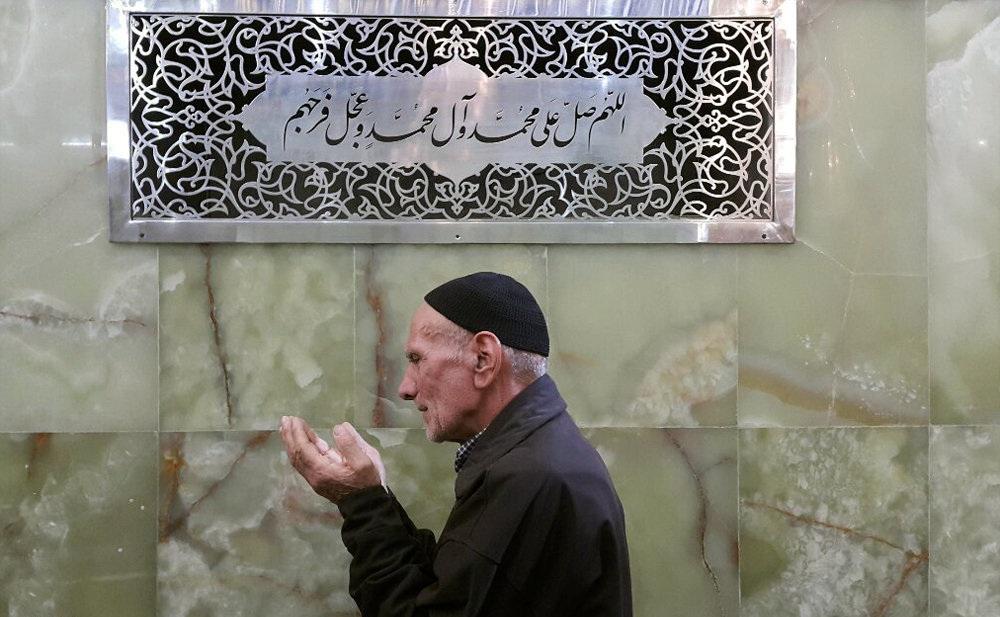
یک قاب هنری از صلوات با نوشته «» که در یک مکان مذهبی اسلامی (حرم عسکریین در سامرا) نصب شده است.

صلوات با متن ««اللَّهُمَّ صَلِّ عَلَی مُحَمَّدٍ وَ آلِ مُحَمَّد» (ترجمه: خداوندا بر محمد و خاندان او درود فرست)» یا ««اللَّهُمَّ صَلِّ عَلَی مُحَمَّدٍ وَ آلِ مُحَمَّد و عَجِّل فَرَجَهُم» (ترجمه: خداوندا بر محمد و خاندان او درود فرست و فرج ایشان را نزدیک بگردان)» یک ذکر اسلامی است که برای احترام به پیامبر اسلام محمد و خاندان او به کار می‌رود. معروف‌ترین شکل صلوات در طول تاریخ و بر اساس منابع، گفتن آن به صورت «اللَّهُمَّ صَلِّ عَلَی مُحَمَّدٍ وَ آلِ مُحَمَّد» بوده است. در محافل اسلامی به خصوص در مکتب شیعه دوازده‌امامی، هنگامی که نام پیامبر اسلام محمد برده می‌شود، رسم بر این است که برای احترام به مقام والای او صلوات فرستاده شود. همچنین از ذکر صلوات به خاطر فضیلت و ثواب آن، استفاده عبادی می‌شود و حتی گاهی مردم برای برآورده شدن آرزوهای قلبی خود (حاجت)، گفتن تعداد خاصی (به طور مثال تعداد ۱۰۰، ۲۰۰ یا ۱۰۰۰) از آن را نذر می‌کنند تا به این واسطه مورد لطف خداوند قرار گیرند و مساله‌شان حل شود.

## فلسفه صلوات بر پیامبر
در آیه ۵۶ سوره «احزاب» مى‌خوانیم: «اِنَّ اللهَ وَ مَلائِکَتَهُ یُصَلُّونَ عَلَى النَّبِىِّ یا اَیُّهَا الَّذینَ آمَنُوا صَلُّوا عَلَیْهِ وَ سَلِّمُوا تَسْلیما»، یعنی «خدا و فرشتگانش بر پیامبر درود مى‌فرستند؛ اى کسانى که ایمان آورده‌اید، بر او درود فرستید و در برابر اوامر او کاملاً تسلیم باشید».
در مورد فلسفه صلوات بر پیامبر روایات و مباحث متعددی در جهان اسلام وجود دارد. اولین فلسفه صلوات بر محمد اين است كه پيامبر و مقام او نزد مردمان فراموش نشود. به اين ترتيب، ادای صلوات بر پيامبر، به نوعی به بقاى اسلام و نام پیامبر اسلام کمک می‌کند. در برخی از کتاب‌های مخصوص به دستورالعمل‌های عبادی اسلام، ذکر شده كه صلوات بر محمد پیامبر اسلام، باعث خوش اخلاق شدن و نیک‌اندیش شدن و ريزش گناهان فرد صلوات فرستنده مى‌شود؛ چنان كه در زيارت جامعه کبیره مى‌خوانيم:
«وَ جَعَلَ صَلاَتَنَا عَلَيْكُمْ وَ مَا خَصَّنَا بِهِ مِنْ وِلاَيَتِكُمْ طِيباً لِخُلْقِنَا وَ طَهَارَةً لاَِنْفُسِنَا وَ تَزْكِيَةً لَنَا وَ كَفَّارَةً لِذُنُوبِنَا»
«خداوند صلوات ما را بر شما (پيامبر و آل او) و ولايت شما نسبت به ما را، سبب خلوص اخلاق، پاکی اذهان و رشد و پیشرفت معنوى و كفاره گناهان ما قرار داده است»
در روايات ديگرى نيز فرستادن صلوات به شکل ««اللَّهُمَّ صَلِّ عَلَی مُحَمَّدٍ وَ آلِ مُحَمَّد» (ترجمه: خداوندا بر محمد و خاندان او درود فرست)»، عامل بخشیده شدن گناهان ذکر شده است.
از طرفى صلوات و درود بر پيامبر اسلام محمد و آل او، یا فرستادن درود بر دیگر پیامبران و دیگر بزرگواران این راه، نوعى حق‌شناسى و قدردانى از زحماتى است که این افراد براى هدايت مردم كشيده‌اند. حق‌شناسى و قدردانى در مقابل یک امر مفید، نوعی رفتار پسندیده و بزرگ منشانه است.

## مفهوم آل در صلوات
وقتى اصحاب و یاران پیامبر اسلام از وی سوال کردند که: «چگونه درود و صلوات و سلام بر شما بفرستیم؟» پیامبر اسلام کلمه «آل» (به معنی خاندان) را در صلوات خود قرار داد و تمام رحمت و درودى که از خداوند براى او تقاضا مى‌شد را، براى «آل» یا «خاندان» خود نیز طلبید.
پیامبر اسلام محمد، بر این باور بود که صلوات و درود خداوند و ملائکه، به خاندان او نیز تعمیم می‌یابد، پس هم شامل خود پیامبر و هم شامل «آل» او مى‌شود. این مسأله نشان مى‌دهد که از نظر محمد پیامبر اسلام، دوازده امام و به قولی چهارده معصوم، مقامى همسو و در راستا با مقام خودش داشته‌اند و ماموریت الهی آن‌ها، از جهاتى شبیه ماموریت خود پیامبر اسلام بوده است، وگرنه این همه مقام تنها به خاطر خویشاوندى، ناعادلانه به نظر می‌رسد.

## نحوه سلام بر پیامبر اسلام بر طبق روایات
در کتاب «صحیح بخاری» نوشته محمد بخاری از «ابوسعید خدرى» نقل شده است که: «ما عرض کردیم اى رسول خدا! سلام بر تو معلوم است؛ چگونه صلوات بر تو بفرستیم؟» فرمود:
«قُولُوا الّلهُمَّ صَلِّ عَلى مُحَمَّد عَبْدِکَ وَ رَسُولِکَ کَما صَلَّیْتَ على اِبْراهیمَ و آلِ اِبْراهیمَ وَ بارِکْ عَلى مُحَمَّد وَ عَلى آلِ مُحَمَّد کما بارَکْتَ على اِبْراهیمَ»
یعنی:
«بگوئید خداوندا! درود بفرست بر محمد و بر بنده‌ات و رسولت؛ همان گونه که درود بر ابراهیم و آل ابراهیم فرستادى و برکت بفرست بر محمّد و بر آل محمّد، آن گونه که برکت فرستادى بر ابراهیم»
در همان کتاب و در همان صفحه، این حدیث به طور کامل‌ترى از «كعب بن عُجره» (یکى از یاران معروف پیامبر) نقل شده است که به رسول خدا عرض کردند: «چگونگى سلام بر تو را دانسته‌ایم، امّا صلوات بر تو چگونه باید باشد؟» حضرت فرمود بگوئید:
«اللّهُمَّ صَلِّ عَلى مُحَمَّد وَ عَلى آلِ مُحَمَّد کَما صَلَّیْتَ عَلى آلِ اِبْراهیمَ اِنَّکَ حَمیدٌ مَجیدٌ، اَلّلهُمَّ بارِکْ عَلى مُحَمَّد وَ عَلى آلِ مُحَمَّد کَما بارَکْتَ عَلى آلِ اِبْراهیمَ اِنَّکَ حَمیدٌ مَجیدٌ»
یعنی:
«بار خدايا! بر محمّد و آل محمّد درود فرست، همچنان كه بر ابراهيم و آل ابراهيم درود فرستادى كه تو ستوده و بزرگوارى و به محمّد و آل محمّد بركت ده، همچنان كه به ابراهيم و آل ابراهيم بركت ارزانى داشتى كه تو ستوده و بزرگوارى»
توجّه داشته باشید که «بخارى» این احادیث را ذیل آیه شریفه «اِنَّ اللهَ وَ مَلائِکَتَهُ …» ذکر مى‌کند.
در کتاب «صحیح مسلم» نوشته مسلم بن حجاج نیشابوری که دوّمین کتاب مرجع حدیث معروف مسلمانان اهل سنّت است از «ابى مسعود انصارى» نقل شده که: پیامبر نزد ما آمد و ما در مجلس سعد بن عباده بودیم، بشیر فرزند سعد عرض کرد: «اى رسول خدا! خداوند به ما دستور داده بر تو صلوات بفرستیم، چگونه بر تو صلوات بفرستیم؟» پیامبر نخست سکوت کرد، سپس فرمود بگوئید:
«اللّهُمَّ صَلِّ عَلى مُحَمَّد وَ عَلى آلِ مُحَمَّد کَما صَلَّیْتَ عَلى آلِ اِبْراهیمَ، بارِکْ عَلى مُحَمَّد وَ عَلى آلِ مُحَمَّد کما بارَکْتَ عَلى آلِ اِبْراهیمَ فى الْعالَمینَ اِنَّکَ حَمیدٌ مَجیدٌ»
یعنی:
«خدایا بر محمد و آل محمد درود فرست چنان که بر آل ابراهیم درود فرستادی، بر محمد و آل محمد برکت فرست چنان که آل ابراهیم را بر جهانیان برکت دادی که تو ستوده و بزرگوارى»
در یکی از کتب تفسیر اهل سنت به نام «الدّر المنثور» اثر «جلال‌الدین سیوطی» که معروف‌ترین کتاب تفسیر روایى در میان اهل سنت است، همان روایت «ابوسعید خدرى» را از «صحیح بخاری» و «احمد بن شعیب نسائی» و «ابن ماجه» و «ابن مردویه» از طرف پیامبر اسلام نقل مى‌کند. در همین کتاب، عین مطلب «ابی مسعود انصارى»، از سوی «محمد ترمذی» و «احمد بن شعیب نسائی» و «ابن مردویه» نقل شده است. باز هم در همین کتاب، عین این مضمون را با مختصر تفاوتى از «مالک بن انس»، «صحیح بخاری»، «ابوداوود سلیمان»، «احمد بن شعیب نسائی»، «ابن ماجه»، «ابن مردویه» و چند نفر دیگر، از «ابو احمد ساعدى» نیز نقل مى‌کنند.
«احمد بن حسین بن علی بیهقی نیشابوری» نیز، در کتاب معروف خود «السنن الكبری»، روایات متعدّدى در این زمینه نقل کرده که بعضى از آنها وظیفه مسلمانان را در موقع نماز و هنگام تشهد روشن مى‌سازد. از جمله در حدیثى از «عقبة بن عمرو» نقل مى‌کند که: مردى آمد و خدمت پیامبر نشست و ما نیز نزد او بودیم. عرض کرد: «اى رسول خدا! کیفیّت سلام بر تو را مى‌دانیم؛ ولى هنگامى که نماز مى‌خوانیم چگونه بر تو صلوات بفرستیم؟» پیامبر [قدری] سکوت کرد، تا آنجا که ما فکر کردیم اى کاش این مرد چنین سؤالى را نمى‌کرد، سپس فرمود:
«اِذا اَنْتُمْ صَلَّیْتُمْ عَلَىَّ فَقُولُوا الّلهُمَّ صَلَّ عَلى مُحَمَّد النَّبِىِّ الاٌمِىِّ وَ عَلى آلِ مُحَمَّد، کَما صَلَّیْتَ عَلى اِبْراهیمَ وَ عَلى آلِ اِبْراهیمَ وَ بارِکْ عَلَى مُحَمَّد النَّبىِّ الاٌمِىِّ وَ عَلى آلِ مُحَمَّد کَما بارَکْتَ عَلى اِبْراهیمَ وَ عَلى آلِ اِبْراهیمَ، اِنَّکَ حَمیدٌ مَجیدٌ».
یعنی:
«اگر برای من دعا می‌کنی، بگو: خدایا بر محمد، این پیامبر بی‌سواد و آل او درود فرست، همان گونه که بر ابراهیم و آل ابراهیم درود فرستادی و بر محمد، پیامبر بی‌سواد و خاندان او برکت ده، چنان که به ابراهیم و آل ابراهیم برکت دادی، همانا که تو ستودنی و بزرگوارى»
سپس از محمد بن ادریس شافعی نقل مى‌کند که:
«این حدیث صحیحى است که درباره فرستادن صلوات بر پیامبر اسلام در نمازها سخن مى‌گوید»
«بیهقى» احادیث متعدّد دیگرى نیز در زمینه چگونگى صلوات بر پیامبر اسلام چه در نماز و چه خارج از نماز، آورده است؛ به خصوص در حدیثى از «كعب بن عُجره» از طرف پیامبر اسلام نقل مى‌کند که:
اِنَّه کانَ یَقُولُ فى الصَّلوهِ: «الّلهُمَّ صَلِّ عَلى مُحَمَّد وَ آلِ مُحَمَّد کَما صَلَّیْتَ عَلى اِبْراهیمَ و آلِ اِبْراهیمَ وَ بارِکْ عَلى مُحَّمَد وَ آلِ مُحَمَّد کَما بارَکْتَ عَلى اِبْراهیمَ اِنَّکَ حَمیدٌ مَجیدٌ»
یعنی:
پیامبر اسلام در نماز خود چنین مى‌فرمود: «خدایا درود فرست بر محمد و آل محمد همانطور که بر ابراهیم و آل ابراهیم درود فرستادی و بر محمد و آل محمد برکت فرست چنان که بر ابراهیم برکت فرستادی، همانا که تو ستودنی و بزرگوارى»
از این حدیث روشن مى‌شود که حتّى خود پیامبر اسلام هم در نمازهایش این صلوات را مى‌فرستاد.
«بیهقى» در ذیل یکى از روایاتى که در آن، سخنی از نماز به میان نیامده مى‌گوید:
«این روایات نیز مربوط به صلوات بر پیامبر اسلام در حین نماز است؛ زیرا جمله «قَدْ عَلِمْنا کَیْفَ نُسَلِّمُ»؛ (ما مى‌دانیم چگونه بر تو سلام بفرستیم) اشاره به سلام در تشهد است: «السَّلامُ عَلَیْکَ اَیُّهَا النَّبىُّ وَ رَحْمَهُ اللهِ وَ بَرَکاتُه». بنابراین مراد از «صلوات» نیز همان فرستادن صلوات در تشهّد است»
پس به این ترتیب تمام مسلمانان اعم از فرقه‌های مختلف، وظیفه دارند که سلام بر پیامبر اسلام را به صورت «السَّلامَ عَلَیْکَ اَیُّهَا النَّبىُّ وَ رَحْمَهُ الله» در تشهد نماز بگویند، همان گونه که خود پیامبر می‌گفت.
هر چند در میان مذاهب چهارگانه اهل سنت در این مورد مختصر اختلافى دیده مى‌شود؛ شافعى مذهب‌ها و حنبلى مذهب‌ها مى‌گویند: صلوات بر پیامبر اسلام در تشهّد دوّم واجب است؛ در حالى که مالکى مذهب‌ها و حنفى مذهب‌ها آن را سنّت مى‌دانند.
این در حالی است که بر طبق بیشتر روایات از جمله روایات فوق، این صلوات بر همه مسلمانان واجب است.

## انواع صلوات
به گفته برخی محققان، صلوات با بیش از ۲۱۰ نوع عبارت مختلف عربی، در منابع اسلامی بیان شده است.
| الفاظ | منبع                                                                            |
| ٱللَّٰهُمَّ صَلِّ عَلَىٰ مُحَمَّدٍ وَآلِ مُحَمَّدٍ | [النسائي/ ۱۲۹۲، صحيح]                                                           |
| الّلهُمَّ صَلِّ عَلَی مُحَمَّدٍ وَ آلِ مُحَمَّدٍ و عَجّل فَرَجَهم | [عباس قمی/ ۱۳۴۴، سفینة البحار]                                                  |
| ٱللَّٰهُمَّ صَلِّ عَلَىٰ مُحَمَّدٍ وَعَلَىٰ آلِ مُحَمَّدٍ كَمَا صَلَّيْتَ عَلَىٰ إِبْرَاهِيمَ وَعَلَىٰ آلِ إِبْرَاهِيمَ إِنَّكَ حَمِيدٌ مَجِيدٌ ٱللَّٰهُمَّ بَارِكْ عَلَىٰ مُحَمَّدٍ وَعَلَىٰ آلِ مُحَمَّدٍ كَمَا بَارَكْتَ عَلَىٰ إِبْرَاهِيمَ وَعَلَىٰ آلِ إِبْرَاهِيمَ إِنَّكَ حَمِيدٌ مَجِيدٌ      | [النسائي/ ۱۲۸۹، صحيح]                                                           |
| ٱللَّٰهُمَّ صَلِّ عَلَىٰ مُحَمَّدٍ وَعَلَىٰ آلِ مُحَمَّدٍ كَمَا صَلَّيْتَ عَلَىٰ إِبْرَاهِيمَ وَ بَارِكْ عَلَىٰ مُحَمَّدٍ وَعَلَىٰ آلِ مُحَمَّدٍ كَمَا بَارَكْتَ عَلَىٰ عَلَىٰ آلِ إِبْرَاهِيمَ فِي ٱلْعَالَمِينَ إِنَّكَ حَمِيدٌ مَجِيدٌ                                     | [الموطأ/ ۴۵۹، صحيح], [ابن حبان/ ۱۹۵۸، صحيح]                                     |
| ٱللَّٰهُمَّ صَلِّ عَلَىٰ مُحَمَّدٍ وَعَلَىٰ آلِ مُحَمَّدٍ كَمَا صَلَّيْتَ عَلَىٰ إِبْرَاهِيمَ إِنَّكَ حَمِيدٌ مَجِيدٌ وَبَارِكْ عَلَىٰ مُحَمَّدٍ وَعَلَىٰ آلِ مُحَمَّدٍ كَمَا بَارَكْتَ عَلَىٰ إِبْرَاهِيمَ إِنَّكَ حَمِيدٌ مَجِيدٌ                                           | [النسائي/ ۱۲۹۱، صحيح]                                                           |
| ٱللَّٰهُمَّ صَلِّ عَلَىٰ مُحَمَّدٍ وَعَلَىٰ آلِ مُحَمَّدٍ كَمَا صَلَّيْتَ عَلَىٰ إِبْرَاهِيمَ إِنَّكَ حَمِيدٌ مَجِيدٌ ٱللَّٰهُمَّ بَارِكْ عَلَىٰ مُحَمَّدٍ وَعَلَىٰ آلِ مُحَمَّدٍ كَمَا بَارَكْتَ عَلَىٰ إِبْرَاهِيمَ إِنَّكَ حَمِيدٌ مَجِيدٌ                                      | [البخاري/ ۴۵۱۹], [ابن ماجه/ ۹۰۴، صحيح]                                          |
| ٱللَّٰهُمَّ صَلِّ عَلَىٰ مُحَمَّدٍ وَعَلَىٰ آلِ مُحَمَّدٍ كَمَا صَلَّيْتَ عَلَىٰ آلِ إِبْرَاهِيمَ وَبَارِكْ عَلَىٰ مُحَمَّدٍ وَعَلَىٰ آلِ مُحَمَّدٍ كَمَا بَارَكْتَ عَلَىٰ آلِ إِبْرَاهِيمَ فِي ٱلْعَالَمِينَ إِنَّكَ حَمِيدٌ مَجِيدٌ                                       | [مسلم/ ۴۰۵], [الموطأ/ ۴۵۹، صحيح], [النسائي/ ۱۲۸۵، صحيح], [ابن حبان/ ۱۹۶۵، صحيح] |
| ٱللَّٰهُمَّ صَلِّ عَلَىٰ مُحَمَّدٍ وَعَلَىٰ آلِ مُحَمَّدٍ كَمَا صَلَّيْتَ عَلَىٰ آلِ إِبْرَاهِيمَ إِنَّك حَمِيدٌ مَجِيدٌ وَبِارِكْ عَلَىٰ مُحَمَّدٍ وَعَلَىٰ آلِ مُحَمَّدٍ كَمَا بَارَكْتَ عَلَىٰ آلِ إِبْرَاهِيمَ إِنَّكَ حَمِيدٌ مَجِيدٌ                                     | [مسلم/ ۴۰۶]                                                                     |
| ٱللَّٰهُمَّ صَلِّ عَلَىٰ مُحَمَّدٍ وَعَلَىٰ آلِ مُحَمَّدٍ كَمَا صَلَّيْتَ عَلَىٰ آلِ إِبْرَاهِيمَ إِنَّك حَمِيدٌ مَجِيدٌ ٱللَّٰهُمَّ بِارِكْ عَلَىٰ مُحَمَّدٍ وَعَلَىٰ آلِ مُحَمَّدٍ كَمَا بَارَكْتَ عَلَىٰ آلِ إِبْرَاهِيمَ إِنَّكَ حَمِيدٌ مَجِيدٌ                                | [ابن حبان/ ۱۹۶۴، صحيح], [البخاري/ ۵۹۹۶], [مسلم/ ۴۰۶], [النسائي/ ۱۲۸۷، صحيح]     |
| ٱللَّٰهُمَّ صَلِّ عَلَىٰ مُحَمَّدٍ وَعَلَىٰ آلِ مُحَمَّدٍ كَمَا صَلَّيْتَ عَلَىٰ إِبْرَاهِيمَ وَآلِ إِبْرَاهِيمَ إِنَّكَ حَمِيدٌ مَجِيدٌ وَبَارِكْ عَلَىٰ مُحَمَّدٍ وَعَلَىٰ آلِ مُحَمَّدٍ كَمَا بَارَكْتَ عَلَىٰ إِبْرَاهِيمَ وَآلِ إِبْرَاهِيمَ إِنَّكَ حَمِيدٌ مَجِيدٌ -                 | [النسائي/ ۱۲۸۸، صحيح], [النسائي/ ۱۲۹۰، صحيح], [ابن حبان/ ۱۹۵۷، صحيح]            |
| ٱللَّٰهُمَّ صَلِّ عَلَىٰ مُحَمَّدٍ وَعَلَىٰ آلِ مُحَمَّدٍ كَمَا صَلَّيْتَ عَلَىٰ إِبْرَاهِيمَ وَعَلَىٰ آلِ إِبْرَاهِيمَ إِنَّكَ حَمِيدٌ مَجِيدٌ ٱللَّٰهُمَّ بَارِكْ عَلَىٰ مُحَمَّدٍ وَعَلَىٰ آلِ مُحَمَّدٍ كَمَا بَارَكْتَ عَلَىٰ إِبْرَاهِيمَ وَعَلَىٰ آلِ إِبْرَاهِيمَ إِنَّكَ حَمِيدٌ مَجِيدٌ      | [البخاري/ ۳۱۹۰]                                                                 |
| ٱللَّٰهُمَّ صَلِّ عَلَىٰ مُحَمَّدٍ ٱلنَّبِيِّ ٱلأُمِّيِّ وَعَلَىٰ آلِ مُحَمَّدٍ كَمَا صَلَّيْتَ عَلَىٰ إِبْرَاهِيمَ وَعَلَىٰ آلِ إِبْرَاهِيمَ وَبَارِكْ عَلَىٰ مُحَمَّدٍ ٱلنَّبِيِّ ٱلأُمِّيِّ وَعَلَىٰ آلِ مُحَمَّدٍ كَمَا بَارَكْتَ عَلَىٰ إِبْرَاهِيمَ وَعَلَىٰ آلِ إِبْرَاهِيمَ إِنَّكَ حَمِيدٌ مَجِيدٌ | [ابن حبان/ ۱۹۵۹، إسناده صحيح]                                                   |
| ٱللَّٰهُمَّ صَلِّ عَلَىٰ مُحَمَّدٍ عَبْدِكَ وَرَسُولِكَ كَمَا صَلَّيْتَ عَلَىٰ إِبْرَاهِيمَ وَبَارِكْ عَلَىٰ مُحَمَّدٍ وَعَلَىٰ آلِ مُحَمَّدٍ كَمَا بَارَكْتَ عَلَىٰ إِبْرَاهِيمَ                                                                        | [ابن ماجه/ ۹۰۳، صحيح]                                                           |
| ٱللَّٰهُمَّ صَلِّ عَلَىٰ مُحَمَّدٍ عَبْدِكَ وَرَسُولِكَ كَمَا صَلَّيْتَ عَلَىٰ إِبْرَاهِيمَ وَبَارِكْ عَلَىٰ مُحَمَّدٍ وَعَلَىٰ آلِ مُحَمَّدٍ كَمَا بَارَكْتَ عَلَىٰ إِبْرَاهِيمَ وَآلِ إِبْرَاهِيمَ                                                            | [البخاري/ ۵۹۹۷]                                                                 |
| ٱللَّٰهُمَّ صَلِّ عَلَىٰ مُحَمَّدٍ عَبْدِكَ وَرَسُولِكَ كَمَا صَلَّيْتَ عَلَىٰ إِبْرَاهِيمَ وَبَارِكْ عَلَىٰ مُحَمَّدٍ وَآلِ مُحَمَّدٍ كَمَا بَارَكْتَ عَلَىٰ إِبْرَاهِيمَ                                                                            | [النسائي/ ۱۲۹۳، صحيح]                                                           |
| ٱللَّٰهُمَّ صَلِّ عَلَىٰ مُحَمَّدٍ عَبْدِكَ وَرَسُولِكَ كَمَا صَلَّيْتَ عَلَىٰ إِبْرَاهِيمَ وَبَارِكْ عَلَىٰ مُحَمَّدٍ وَآلِ مُحَمَّدٍ كَمَا بَارَكْتَ عَلَىٰ إِبْرَاهِيمَ وَآلِ إِبْرَاهِيمَ                                                                | [البخاري/ ۴۵۲۰]                                                                 |
| ٱللَّٰهُمَّ صَلِّ عَلَىٰ مُحَمَّدٍ عَبْدِكَ وَرَسُولِكَ كَمَا صَلَّيْتَ عَلَىٰ آل إِبْرَاهِيمَ وَبَارِكْ عَلَىٰ مُحَمَّدٍ وَعَلَىٰ آلِ مُحَمَّدٍ كَمَا بَارَكْتَ عَلَىٰ إِبْرَاهِيمَ                                                                     | [البخاري/ ۴۵۲۰]                                                                 |
| ٱللَّٰهُمَّ صَلِّ عَلَىٰ مُحَمَّدٍ عَبْدِكَ وَرَسُولِكَ كَمَا صَلَّيْتَ عَلَىٰ آل إِبْرَاهِيمَ وَبَارِكْ عَلَىٰ مُحَمَّدٍ وَعَلَىٰ آلِ مُحَمَّدٍ كَمَا بَارَكْتَ عَلَىٰ آلِ إِبْرَاهِيمَ                                                                  | [البخاري/ ۴۵۲۰]                                                                 |
| ٱللَّٰهُمَّ صَلِّ عَلَىٰ مُحَمَّدٍ وَأَزْوَاجِهِ وَذُرِّيَّتِهِ كَمَا صَلَّيْتَ عَلَىٰ إِبْرَاهِيمَ وَبَارِكْ عَلَىٰ مُحَمَّدٍ وَأَزْوَاجِهِ وَذُرِّيَّتِهِ كَمَا بَارَكْتَ عَلَىٰ آلِ إِبْرَاهِيمَ إِنَّكَ حَمِيدٌ مَجِيدٌ                                                  | [البخاري/ ۳۱۸۹]                                                                 |
| ٱللَّٰهُمَّ صَلِّ عَلَىٰ مُحَمَّدٍ وَأَزْوَاجِهِ وَذُرِّيَّتِهِ كَمَا صَلَّيْتَ عَلَىٰ إِبْرَاهِيمَ وَبَارِكْ عَلَىٰ مُحَمَّدٍ وَأَزْوَاجِهِ وَذُرِّيَّتِهِ كَمَا بَارَكْتَ عَلَىٰ آلِ إِبْرَاهِيمَ فِي ٱلْعَالَمِينَ إِنَّكَ حَمِيدٌ مَجِيدٌ                                      | [ابن ماجه/ ۹۰۵، صحيح]                                                           |
| ٱللَّٰهُمَّ صَلِّ عَلَىٰ مُحَمَّدٍ وَأَزْوَاجِهِ وَذُرِّيَّتِهِ كَمَا صَلَّيْتَ عَلَىٰ آلِ إِبْرَاهِيمَ وَبَارِكْ عَلَىٰ مُحَمَّدٍ وَأَزْوَاجِهِ وَذُرِّيَّتِهِ كَمَا بَارَكْتَ عَلَىٰ آلِ إِبْرَاهِيمَ إِنَّكَ حَمِيدٌ مَجِيدٌ                                               | [النسائي/ ۱۲۹۴، صحيح], [البخاري/ ۵۹۹۹], [الموطأ/ ۴۵۸، صحيح]                     |
| ٱللَّٰهُمَّ صَلِّ عَلَىٰ مُحَمَّدٍ وَعَلَىٰ أَزْوَاجِهِ وَذُرِّيَّتِهِ كَمَا صَلَّيْتَ عَلَىٰ آلِ إِبْرَاهِيمَ وَبَارِكْ عَلَىٰ مُحَمَّدٍ وَعَلَىٰ أَزْوَاجِهِ وَذُرِّيَّتِهِ كَمَا بَارَكْتَ عَلَىٰ آلِ إِبْرَاهِيمَ إِنَّكَ حَمِيدٌ مَجِيدٌ                                       | [مسلم/ ۴۰۷]                                                                     |
| ٱللَّٰهُمَّ صَلِّ عَلَىٰ مُحَمَّدٍ كَمَا صَلَّيْتَ عَلَىٰ آلِ إِبْرَاهِيمَ ٱللَّٰهُمَّ بَارِكْ عَلَىٰ مُحَمَّدٍ كَمَا بَارَكْتَ عَلَىٰ آلِ إِبْرَاهِيمَ                                                                                      | [النسائي/ ۱۲۸۶، إسناده صحيح]                                                    |

## در ادبیات
صلوات در ادبیات فارسی نیز جلوه کرده است:
از ناصر خسرو:
| بسوال تو چو درماند بگوید به نشاط |  | بر پیمبر صلواتی خوش خواهم به آواز |

از سنائی:
| آنکه او را دهیم ما صلوات |  | گفت کالمکرمات دفن نبات |

از خاقانی:
| چون نوبت نبوت او در عرب زدند |  | از جودی و احد صلوات آمدش صدا |

از فردوسی:
| درود تو بر گور پیغمبرش |  | که صلوات تاجست بر منبرش |

از مولوی:
| ناگاه بروئید یکی شاخ نبات   |  | ناگاه بجوشید چنین آب حیات |
| ناگاه روان شد ز شهنشه صدقات |  | شادی روان مصطفی را صلوات  |

از سعدی:
| بَلَغَ العُلیٰ بِکَمالِهِ |  | کَشَفَ الدُّجیٰ بِجَمالِهِ |
| حَسُنَت جَمیعُ خِصالِهِ  |  | صَلُّوا عَلَیهِ وَ آلِهِ  |